# シェルア・エテラト

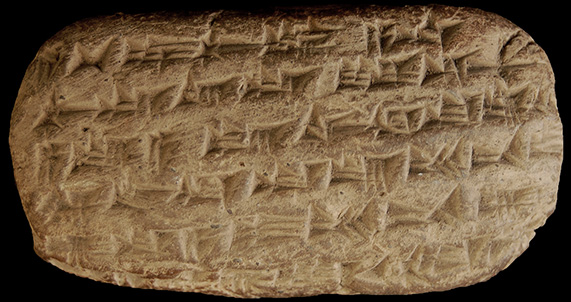
弟のアッシュルバニパルの妻、リッバリ・シャラト宛てのシェルア・エテラトの手紙（前670頃）。彼女が学習を疎かにしていることを叱責している。

シェルア・エテラト（Serua-eterat / Serua-etirat、前7世紀前半）は、古代メソポタミアの新アッシリア帝国の王女。エサルハドン王の長女で、アッシュルバニパルの姉に当たる。当時の女性としては例外的に多くの文書に登場する。弟アッシュルバニパルの妻に対し、将来の王の妻としてふさわしくなれるよう、勉学に励むことを忠告した手紙が残っている。生没年等は不明。
シェルア・エテラトの名前はアッカド語ではŠērū’a-ēṭirat / Šeru’a-eṭiratであり、「シェルアは救う者なり」を意味する。後世のアラム語の文書ではサリトラハ（Saritrah）と呼ばれている。
エサルハドンの娘の中で名前がわかっている唯一の人物であり、エサルハドンの子供たちをリストした碑文においては王太子であるアッシュルバニパルやシャマシュ・シュム・ウキンよりは下位であるが、アッシュル・ムキン・パレヤのような幾人かの王子よりも上位に記されている。彼女の重要性は、恐らくエサルハドンの全ての子供たちの中で最年長であったことによると思われる。
彼女はいくつかの王碑文で言及されているが、前670年頃に出されたアッシュルバニパルの妻（即ち彼女の義妹）リッバリ・シャラト宛ての手紙によって最も良く知られている。この手紙の中で彼女は将来の王妃リッバリ・シャラトに対して、自分が王女であり上位者であることを思い起こさせつつ、彼女が学習を疎かにしていることを叱責している。シェルア・エテラトはアッシュルバニパルの治世中まで生きていたが、その死の状況は不明である。後世のアラム語の物語では彼女は前652年のアッシュルバニパルとシャマシュ・シュム・ウキンの内戦直前、両者間の和平を仲介する試みにおいて中心的な役割を果たし、アッシュルバニパルが兄弟のシャマシュ・シュム・ウキンを殺害した後、姿を消す。

## 来歴
シェルア・エテラトの生没年は不明である。彼女はアッシリア王エサルハドン（在位：前681年-前669年）の娘であり、エサルハドンの王女たちの中で名前がわかっている唯一の人物である。彼女の名は同時代の碑文に頻繁に登場する。名前はわからないが、王の子供たちのリストからシェルア・エテラトには少なくとも1人は妹がいたことがわかる。シェルア・エテラトははっきりと「長女」と記されており、これは他にも王女がいたことを示す。王の子供たちのリストは年齢順に記載されていないため、兄弟たちとの出生順を判断するのは困難である。彼女は通常、王太子アッシュルバニパル（アッシリアの王位継承者）およびシャマシュ・シュム・ウキン（バビロンの王位継承者）の後に位置づけられているが、弟のアッシュル・ムキン・パレヤとアッシュル・エテル・シャメ・エルセティ・ムバッリッスよりも先に置かれている。従って、後に王となったアッシュルバニパルやシャマシュ・シュム・ウキンの他にも2名以上の兄弟がいる中で、彼女は第3位に位置付けられていたようである。シェルア・エテラトはアッシュルバニパルよりも年上であった。彼女が高い地位にあった理由についての仮説の1つは、エサルハドンの子供たちの間で彼女が最年長であったかもしれないというものである。
シェルア・エテラトの名前は新年の式典における食事と贈り物についての記録の中に兄弟たちの名前と共に記載されており、アッシュルバニパルからの褒章にも名前が記されている。彼女はまた、前669年の王室の医療報告書にも登場している。彼女は兄弟たちとともにナブー神に犠牲を捧げ、催し物と祝祭に出席したことがわかっている。エサルハドン、またはアッシュルバニパル治世中の文書にも登場し、その中でシェルア・エテラトに対して、バビロニアの祓魔師長であるナブー・ナディン・シュミ（Nabu-nadin-shumi）が、エサルハドンと彼女のために祈祷していると言っている。
エサルハドンがスキタイの王バルタトゥアと結婚させようとした娘がシェルア・エテラトであったかもしれないが、明らかにこの結婚は実現しておらず、彼女はエサルハドン治世末期の前670年頃までニネヴェの宮殿で生活していた。彼女が義妹リッバリ・シャラト（弟で王太子のアッシュルバニパルの妻）に手紙を書いたのはこの頃であった。この手紙の中で、彼女はリッバリ・シャラトが学習を疎かにしていることを恭しく叱責し、またリッバリ・シャラトが将来の王妃となるとしても、自身が王女（この称号はmarat šarriと表記される。アッカド語で「王の娘」の意。）であり、同時にリッバリ・シャラトは王の義理の娘に過ぎないこと、それ故に自分がなお上位にあることを思い起こさせている。シェルア・エテラトの手紙の訳出は以下の通りである（英訳からの重訳）。
リッバリ・シャラトへの王の娘の言葉。
なぜあなたは自分で文を書かず、課題もこなさないのですか？そのようなことでは人々は言の葉にのせるでしょう。「これが大王、強き王、世界の王、アッシリアの王、アッシュル・エティル・イラニ・ムキンニの後継者の宮殿の長女たるシェルア・エテラトの姉妹の方でしょうか？」と。
あなたは義理の娘に過ぎないとしても、アッシリアの王エサルハドンが指名した大王太子アッシュルバニパルの家の奥方なのですよ。
手紙の冒頭（「王の娘の言葉」）は目を引く。冒頭の「これは王の言葉である」というフレーズは通常、王自身によってのみ用いられる。この手紙はリッバリ・シャラトが読み書きができなければ、それは王室にとっての恥であったことを示唆している。幾人かの学者たちは、この手紙は古代アッシリアの王宮の住人達の間で時に社会的緊張があったことを示すサインであると解釈した。エサルハドンが死亡した後、シェルア・エテラトが弟アッシュルバニパルの宮廷で果たした役割、そしてその最終的な運命は不明である。エサルハドンが死亡した後の彼女の称号はアハト・シャリ（ahat šarri、王の姉妹）である。彼女の兄弟であるアッシュルバニパルとシャマシュ・シュム・ウキンによる内戦（前652年-前648年）に基づいた後世のアラム語の物語では、シェルア・エテラトは内戦が勃発する前652年頃の両者の交渉において中心的な役割を与えられている。この物語において、サリトラハ（Saritrah、シェルア・エテラト）はサルバナバル（Sarbanabal、アッシュルバニパル）とサルムゲ（Sarmuge、シャマシュ・シュム・ウキン）の平和の仲介を試みている。これが失敗に終わり、サルバナバルがサルムゲを殺害すると、サリトラハは姿を消し、恐らくは亡命した。